# Station Moss Side
Moss Side is een spoorwegstation van National Rail in Moss Side, Fylde in Engeland. Het station is eigendom van Network Rail en wordt beheerd door Northern Rail. 